# Jogos do Pacífico Sul de 1999
Os Jogos do Pacífico Sul de 1999 foram a décima primeira edição dos Jogos do Pacífico Sul, onde disputam países da Oceania. Os jogos ocorreram em Guam, entre 29 de Maio e 12 de Junho de 1999.

## Países participantes
Os 21 países que competiram nos Jogos do Pacífico Sul de 1999 foram os seguintes:
| - Fiji - Guam - Ilhas Cook - Ilhas Marshall - Ilha Norfolk - Ilhas Salomão - Kiribati - Marianas Setentrionais - Micronésia - Nauru - Niue | - Nova Caledónia - Palau - Papua-Nova Guiné - Polinésia Francesa - Samoa Americana - Samoa Ocidental - Tonga - Tuvalu - Vanuatu - Wallis e Futuna |

## Desportos
Um total de 21 esportes foram contestados:a, b
| - Atletismo (45) - Baseball (1) - Basquetebol (2) - Boxe (12) - Canoa polinésia (10)d - Golfe (4) - Judô (6) - Karatê (13) - Levantamento de peso(45) - Lutas (16) - Natação (34)e | - Netball (1) - Pescaria subaquática (2) - Rugby sevens (1) - Softball (3) - Tênis de mesa (7) - Taekwondo (11) - Tênis (7) - Triato (3) - Vela (10) - Voleibol (2) - Voleibol de praia (2)c |

## Quadro de medalhas
A Nova Caledónia liderou o quadro de medalhas ao final dos jogos.
| Ordem  | País                   | Medalha de ouro | Medalha de prata | Medalha de bronze | Total |
| ------ | ---------------------- | --------------- | ---------------- | ----------------- | ----- |
| 1      | Nova Caledónia         | 72              | 54               | 44                | 170   |
| 2      | Fiji                   | 33              | 32               | 37                | 102   |
| 3      | Nauru                  | 27              | 8                | 7                 | 42    |
| 4      | Polinésia Francesa     | 25              | 18               | 34                | 77    |
| 5      | Papua-Nova Guiné       | 19              | 31               | 34                | 84    |
| 6      | Samoa Ocidental        | 19              | 9                | 4                 | 32    |
| 7      | Guam                   | 14              | 32               | 26                | 72    |
| 8      | Samoa Americana        | 7               | 3                | 5                 | 15    |
| 9      | Micronésia             | 4               | 2                | 6                 | 12    |
| 10     | Ilhas Salomão          | 3               | 6                | 12                | 21    |
| 11     | Wallis e Futuna        | 3               | 6                | 11                | 20    |
| 12     | Vanuatu                | 2               | 8                | 12                | 22    |
| 13     | Marianas Setentrionais | 2               | 6                | 8                 | 16    |
| 14     | Tonga                  | 2               | 3                | 10                | 15    |
| 15     | Ilha Norfolk           | 1               | 0                | 1                 | 2     |
| 16     | Palau                  | 0               | 7                | 3                 | 10    |
| 17     | Kiribati               | 0               | 3                | 3                 | 6     |
| 18     | Ilhas Marshall         | 0               | 2                | 5                 | 7     |
| 19     | Ilhas Cook             | 0               | 1                | 0                 | 1     |
|        | Niue                   | 0               | 0                | 0                 | 0     |
|        | Tuvalu                 | 0               | 0                | 0                 | 0     |
| Totais | Totais                 | 233             | 231              | 262               | 726   |